# سیارک ۱۳۱۱۲
سیارک ۱۳۱۱۲ (به انگلیسی: 13112 Montmorency، نامگذاری:1993QV4) سیزده هزار و صد و دوازدهمین سیارک کشف شده‌است که در ۱۸ اوت ۱۹۹۳ کشف شد.
قدر مطلق سیارک برابر ۲۳.۴ است.